# Панта Џамбазовски
Панта Џамбазовски (Скопље, 9. октобар 1960) је македонски музичар и новинар. Био је први бубњар Мизара, уједно, он је дао име групи по звезди Мизар. Свирао је у групи седам година. Затим, кратко време у групи Берлин гори. Крајем 1988. године Панта Џамбазовски је први бубњар у групи Архангел коју је основао Ристо Вртев. Панта Џамбазовски је данас уредник вести у ТВ Телма, једна од најгледанијих приватних телевизија са националном лиценцом у Македонији. Пре тога, био је уредник у некада највећем македонском дневном листу Нова Македонија, отворио је дописништво у Тирани, одакле је извештавао две године. Новинарску каријеру започео је 1985. године у омладинском листу Млад Борец, где је најпре био уредник за музику, а затим уредник политичке рубрике.